# Zhu Jingjian
Zhu Jingjian, född 292, död 361, var en kinesisk buddhistnunna.
Hon är känd i historien som den första kvinna i Kina som avlade löften som buddhistnunna (357). Under denna tid var nunnor i Kina formellt endast noviser, då de inte kunde bli fullt invigda förrän efter Huiguos reformer. 